# Lugaignac
Lugaignac é uma comuna francesa na região administrativa da Nova Aquitânia, no departamento da Gironda. Estende-se por uma área de 3,67 km². Em 2010 a comuna tinha 491 habitantes (densidade: 133,8 hab./km²).